# Dom Mintoff

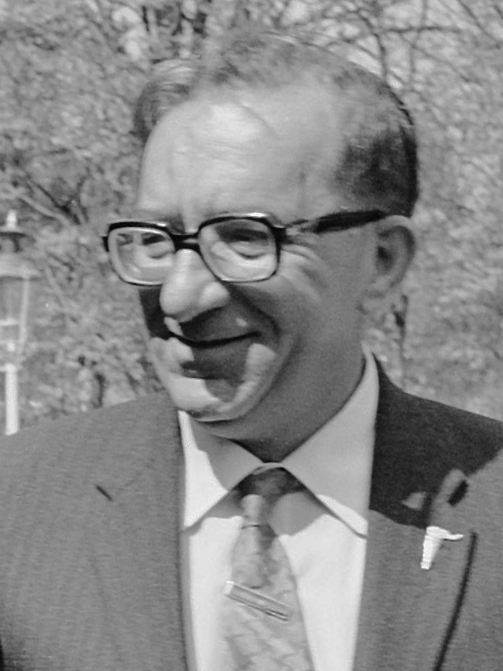
Dom Mintoff (1974)

Dom Mintoff (eigentlich Dominic Mintoff, maltesisch Duminku Mintoff; * 6. August 1916 in Cospicua; † 20. August 2012 in Tarxien) war ein maltesischer Politiker des 20. Jahrhunderts. Vor allem in den 1970er und 1980er Jahren fand er internationale Beachtung. Er war von 1955 bis 1958 und von 1971 bis 1984 Ministerpräsident seines Landes.

## Leben
Dominic Mintoff stammte aus einer katholischen Familie und studierte Architektur am Hertford College der University of Oxford in Großbritannien.

### Die Anfänge der politischen Karriere
Schon bald engagierte er sich in der erst 1920 gegründeten antiklerikalen, sozialdemokratischen und damals probritisch ausgerichteten Partei Partit Laburista (PL). Im Jahr 1947, als die PL unter dem Vorsitzenden Paul Boffa an die Macht kam, wurde Mintoff stellvertretender Ministerpräsident. 1955 wurde er zum Ministerpräsidenten gewählt. 1958 trat er zurück. Nach erheblichen Konflikten mit der katholischen Kirche seines Landes übernahm die konkurrierende Partei Partit Nazzjonalista die Macht.
In dieser Zeit datiert ein radikaler Richtungswandel Mintoffs und der PL. Der Säkularismus wurde noch stärker. Mintoff verwarf seinen Plan, Malta in Großbritannien zu integrieren, vor allem nach der Suezkrise und dem aufkommenden arabischen Nationalismus unter Nasser, und vertrat nunmehr neutralistische Standpunkte. Zudem verfolgte er das Ziel staatlicher Unabhängigkeit, die Malta am 21. September 1964 erlangte (Independence Day). Nach wie vor aber blieben britische Truppen, nun unter NATO-Oberbefehl, auf der Insel stationiert.

### Die zweite Amtszeit als Ministerpräsident
Im Jahre 1971 siegte die PL bei den Wahlen und Mintoff wurde zum zweiten Mal Ministerpräsident (bis 1984). Seine Popularität wuchs vor allem bei den ärmeren Bevölkerungsteilen. Er proklamierte Malta am 13. Dezember 1974 zur demokratischen Republik (Republic Day), koppelte das maltesische Pfund von der britischen Währung ab und kündigte das Truppenstationierungsabkommen mit der NATO auf. Die letzten britischen Einheiten zogen daraufhin am 31. März 1979 aus Malta ab (Freedom Day).
Mintoffs Außenpolitik wurde im Westen kontrovers eingeschätzt (trotz seiner probritischen Vergangenheit auch in Großbritannien). Er führte Malta 1973 in die Bewegung der Blockfreien. Malta unterhielt unter seiner Regierung enge außenpolitische Beziehungen sowohl zur damaligen Sowjetunion und den Mitgliedstaaten des Warschauer Paktes, als auch zur Volksrepublik China, Nordkorea und im Rahmen der von ihm propagierten „gemeinsamen Mittelmeer-Identität“ auch zu Libyen. Mintoff und Gaddafi betonten dabei die gemeinsamen arabischen Wurzeln beider Länder. Bereits in den 1970er Jahren trat er für einen unabhängigen palästinensischen Staat ein; in Erinnerung ist auch die Madrider Tagung der KSZE 1983, wo er wochenlang das Verabschieden des Schlussdokumentes blockierte.

### Scheitern und Rücktritt
Mintoff scheiterte an innenpolitischen Problemen: wirtschaftliche Schwierigkeiten, steigende Arbeitslosigkeit, Reform des Gesundheitswesens (mit folgenden Auseinandersetzungen mit Ärztevereinigungen), aber auch der eskalierende Konflikt mit der Kirche in der Frage ihrer Rolle in der Erziehung und im Schulwesen. Besonders heftigen Widerstand in der Bevölkerung gab es gegen die im Jahr 1983 forcierten Pläne der Regierung, kirchlichen Landbesitz zu enteignen und den Familien zurückzugeben, die einst der Kirche das betreffende Grundstück geschenkt hatten. Die meisten Familien empfanden die Zumutung, sich ein Geschenk zurückerstatten zu lassen, als beleidigend oder gar als entehrend. Diese Probleme führten dazu, dass Mintoff sich 1984 gezwungen sah, alle seine Staats- wie Parteiämter aufzugeben. Dennoch gelang es ihm aufgrund seines andauernden Einflusses, noch 1987 das Prinzip der Neutralität in der neuen Verfassung des Landes durchzusetzen.
Sein Grab befindet sich auf dem Addolorata Cemetery in Paola.